# Academia Austríaca de Ciencias
La Academia Austríaca de Ciencias (en alemán Österreichische Akademie der Wissenschaften, cuyo acrónimo es ÖAW) es una entidad jurídica bajo la protección especial de la República de Austria. Según los estatutos de la Academia su misión es promover las ciencias y humanidades en todos los aspectos y en cada campo, particularmente en la investigación fundamental. La Academia Austríaca de Ciencias está posicionada como la número 86.º entre las 300 mejores instituciones de investigación en el mundo, según el Ranking Web de Centros de Investigación.

## Historia
En 1713, Gottfried Wilhelm Leibniz sugirió establecer una Academia, inspirado en la Sociedad Real y la Académie des Ciencias. El Kaiserliche Akademie der Wissenschaften en Wien finalmente fue establecido mediante la Patente Imperial del 14 de mayo de 1847.
La Academia pronto inició sus trabajos de investigación. En el área de las humanidades la Academia empezó investigando y publicando importantes fuentes históricas de Austria. La investigación en las ciencias naturales también se ocupó de una gran variedad de temas.
La ley federal de 1921 garantizó las bases legales de la Academia durante la fundación de la Primera República de Austria. Y en la mitad de la década de 1960 en adelante se convirtió en la principal institución en el campo de la investigación básica no universitaria.
La Academia también es una sociedad para la educación de postgrado, y entre sus miembros han incluido personajes notables como Christian Doppler, Theodor Billroth, Anton Eiselsberg, Eduard Suess, Ludwig Boltzmann, Paul Kretschmer, Hans Horst Meyer, Roland Scholl, Julius von Schlosser, los ganadores de Premio Nobel, Julius Wagner-Jauregg, Victor Hess, Erwin Schrödinger y Konrad Lorenz.

## Divisiones e Instituciones
La Academia está dividida en dos áreas:
- División de Humanidades y Ciencias Sociales
- División de Matemáticas y Ciencias Naturales

De estas divisiones dependen institutos y centros de investigación, entre los cuales se encuentran:
- Instituto de Óptica Cuántica e Información Cuántica (Institut für Quantenoptik und Quanteninformation, acrónimo IQOQI).
- Instituto de Estudios de Cultura Antigua.
- Instituto de Investigación de Integración Europea.
- Instituto de Física de Alta Energía.
- Instituto de Investigación Interdisciplinaria de Montaña (Institut für Interdisziplinäre Gebirgsforschung, acrónimo IGF).
- Instituto de Física Subatómica Stefan Meyer.
- Instituto de Investigación de Acústica.